# Marc Martí
Marc Martí Moreno, né le 1er octobre 1966 à Molins de Rey, est un copilote de rallye espagnol.

## Carrière
Il a fait ses débuts en championnat du monde des rallyes en 1992 en tant que copilote d'Oriol Gómez (es). En 1999, il devient le copilote de Jesús Puras. Il obtient sa première victoire mondiale avec lui en remportant le Tour de Corse en 2001. En 2003, il devient l'équipier de Carlos Sainz à la suite de son arrivée dans l'équipe Citroën Racing. Ce duo remporte deux rallyes. À la suite de l'arrêt de Sainz, il devient l'équipier de Daniel Sordo avec qui il remporte le titre mondial juniors en 2005. En WRC depuis lors, le duo est fréquemment sur les podiums mais ne décroche pas de victoire. Sordo décide après le Rallye de Finlande 2010 de se séparer de Martí et le remplace par Diego Vallejo (en). À partir de 2014, il retrouve Dani Sordo chez Hyundai Motorsport.

## Victoires en championnat du monde des rallyes
| # | Saison | Rallye                 | Pays      | Pilote       | Voiture           |
| - | ------ | ---------------------- | --------- | ------------ | ----------------- |
| 1 | 2001   | 45e Tour de Corse      | France    | Jesús Puras  | Citroën Xsara WRC |
| 2 | 2003   | 4e Rallye de Turquie   | Turquie   | Carlos Sainz | Citroën Xsara WRC |
| 3 | 2004   | 24e Rallye d'Argentine | Argentine | Carlos Sainz | Citroën Xsara WRC |

## Autre victoire
- Monza Rally Show: 2013 (avec Dani Sordo).